# Leopoldine Blahetka

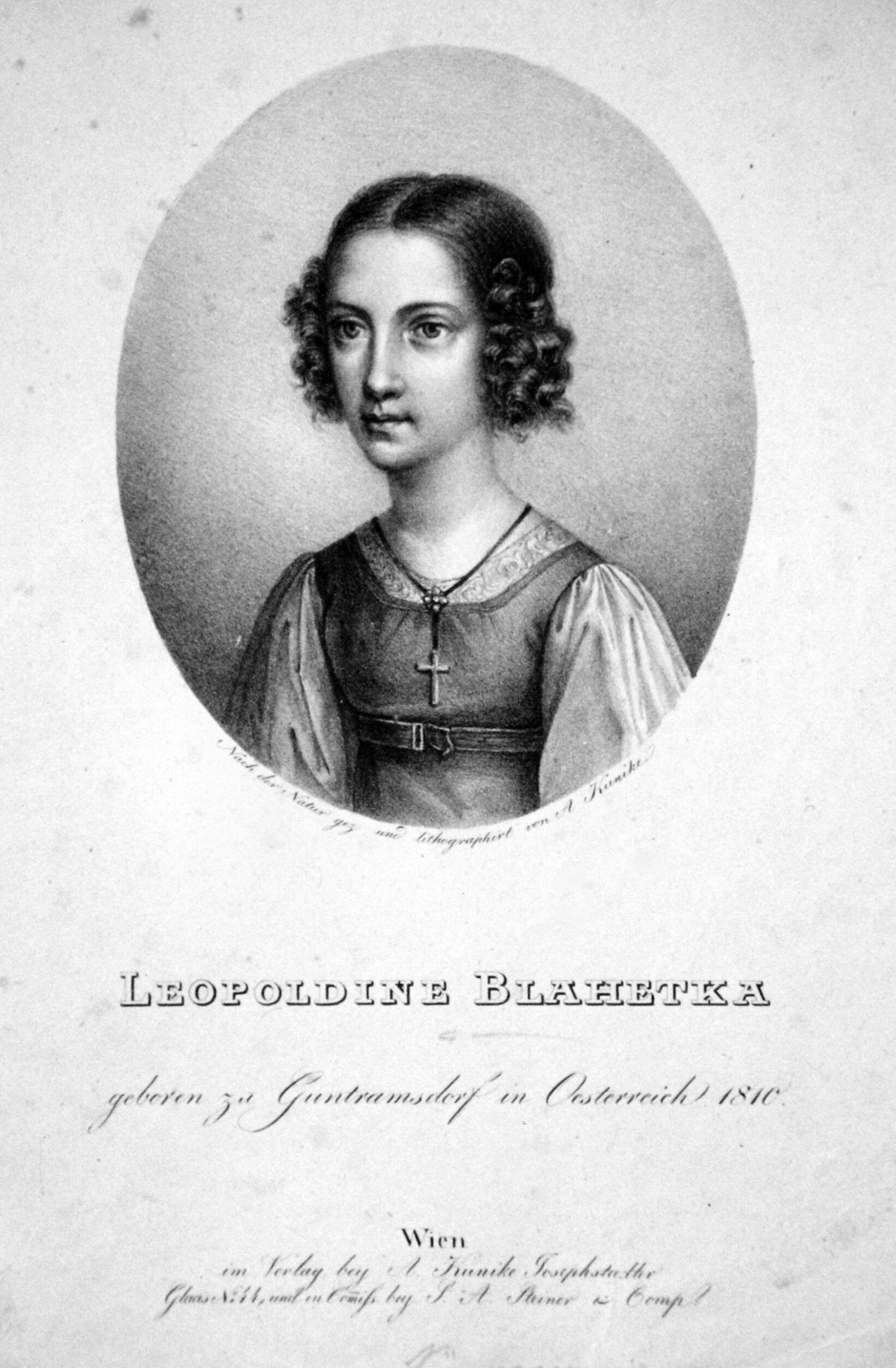
Leopoldine Blahetka.

Anna Maria Leopoldine Blahetka, född den 16 november 1811 i Guntramsdorf, död den 17 januari 1887 i Boulogne-sur-Mer, var en österrikisk pianist.
Blahetka var elev till Friedrich Kalkbrenner, Carl Czerny och Ignaz Moscheles, i musikteori till Simon Sechter. Hon bodde från 1840 i Boulogne-sur-Mer och gjorde sig känd som virtuos på piano och physharmonika, även som aktningsvärd tonsättare. Hon fick flera pianostycken utgivna och en liten opera (Die Räuber und die Sänger) uppförd i Wien.